# Paraspheniscoides senarius
Paraspheniscoides senarius är en tvåvingeart som först beskrevs av Mario Bezzi 1924.  Paraspheniscoides senarius ingår i släktet Paraspheniscoides och familjen borrflugor. Inga underarter finns listade i Catalogue of Life.